# 国朝先正事略
『国朝先正事略』（こくちょうせんせいじりゃく）は、清の李元度の著作。60巻500篇。清の建国から咸豊期までの朝野の人物1108人の伝記である。名臣、名儒、経学、文苑、遺逸、循良、孝義の7つに分けられている。1864年から編纂が始められ、1866年に李元度が貴州省の反乱鎮圧に赴く前に完成した。後に朱孔彰が『国朝先正事略続編』4巻を著している。